# Scenedesmaceae
Scenedesmaceae, porodica zelenih algi u redu Sphaeropleales. Postoji preko 320 vrsta u 42 roda.

## Potporodice i rodovi
1. Subfamilia Coelastreae 3  
  1. Soropediastrum Wille 3
2. Subfamilia Coelastroideae 59  
  1. Asterarcys Comas Gonzáles 1
  2. Coelastrella Chodat 16
  3. Coelastrum Nägeli 32
  4. Dimorphococcus Braun 3
  5. Hariotina P.A.Dangeard 6
  6. Scotiellopsis Vinatzer 1
3. Subfamilia Desmodesmoideae 72  
  1. Desmodesmus (Chodat) S.S.An, T.Friedl & E.Hegewald 65
  2. Neodesmus Hindák 2
  3. Pseudodidymocystis Hegewald & Deason 4
  4. Schistochilium Ralfs 1
4. Subfamilia Scenedesmoideae 147 
  1. Comasiella E.Hegewald, M.Wolf, A.Keller, Friedl & Krienitz 1
  2. Enallax Pascher 2
  3. Flechtneria Sciuto & L.A.Lewis 1
  4. Pectinodesmus E.Hegewald, M.Wolf, Al.Keller, Friedl & Krienitz 4
  5. Scenedesmus Meyen 126
  6. Steinedesmus Kofoid 3
  7. Truncatulus I.Suto 7
  8. Verrucodesmus Hegewald 2
  9. Westella De Wildeman 1

Ostali rodovi:
1. Acutodesmus (Hegewald) Tsarenko 1
2. Astrocladium Tschourina 1
3. Chodatodesmus Hegewald, Bock & Krientitz 2
4. Closteriococcus W.Schmidle 1
5. Coelastropsis B.Fott & T.Kalina 1
6. Crucigeniopsis F.Hindák 1
7. Danubia F.Hindák 1
8. Gilbertsmithia M.O.P.Iyengar 1
9. Gloeoactinium G.M.Smith 1
10. Hofmania Chodat 2
11. Hylodesmus Eliás, Nemcová, Skaloud, Neustupa, Kaufnerová & Sejnohová 1
12. Komarekia Fott 2
13. Lauterborniella Schmidle 1
14. Pediludiella R.Hoshina, M.M.Hayakawa & T.Suzaki 1
15. Schmidledesmus P.C. Silva 1
16. Schroederiella Woloszynska 2
17. Staurogenia Kützing 1
18. Tetradesmus G.M.Smith 24
19. Tetrallantos Teiling 2
20. Tetranephris C.R.Leite & C.E.M.Bicudo 2
21. Tetrastrum Chodat 14
22. Westellopsis C.-C.Jao 1
23. Yadavaea Carpio, Mendoza-Tincopa & Molinari 1